# Godzilliognomus frondosus
Godzilliognomus frondosus är en kräftdjursart som beskrevs av Jill Yager 1989. Godzilliognomus frondosus ingår i släktet Godzilliognomus och familjen Godzilliidae. Inga underarter finns listade i Catalogue of Life.